# Radoslav Stárek
Radoslav Stárek [radoslau stárek] (8. srpna 1927 Žilina – 6. února 1974 tamtéž) byl slovenský fotbalový útočník.

## Hráčská kariéra
V československé lize hrál za ŠK Žilina, vstřelil dvě prvoligové branky.

### Prvoligová bilance
| Ročník             | Zápasy | Góly | Minuty | Klub      |
| ------------------ | ------ | ---- | ------ | --------- |
| I. liga 1945/46    | –      | 1    | –      | ŠK Žilina |
| I. liga 1946/47    | –      | 1    | –      | ŠK Žilina |
| I. liga 1947/48    | –      | 0    | –      | ŠK Žilina |
| CELKEM I. ČS. LIGA | –      | 2    | –      |           |